# Fotografia estenopeica

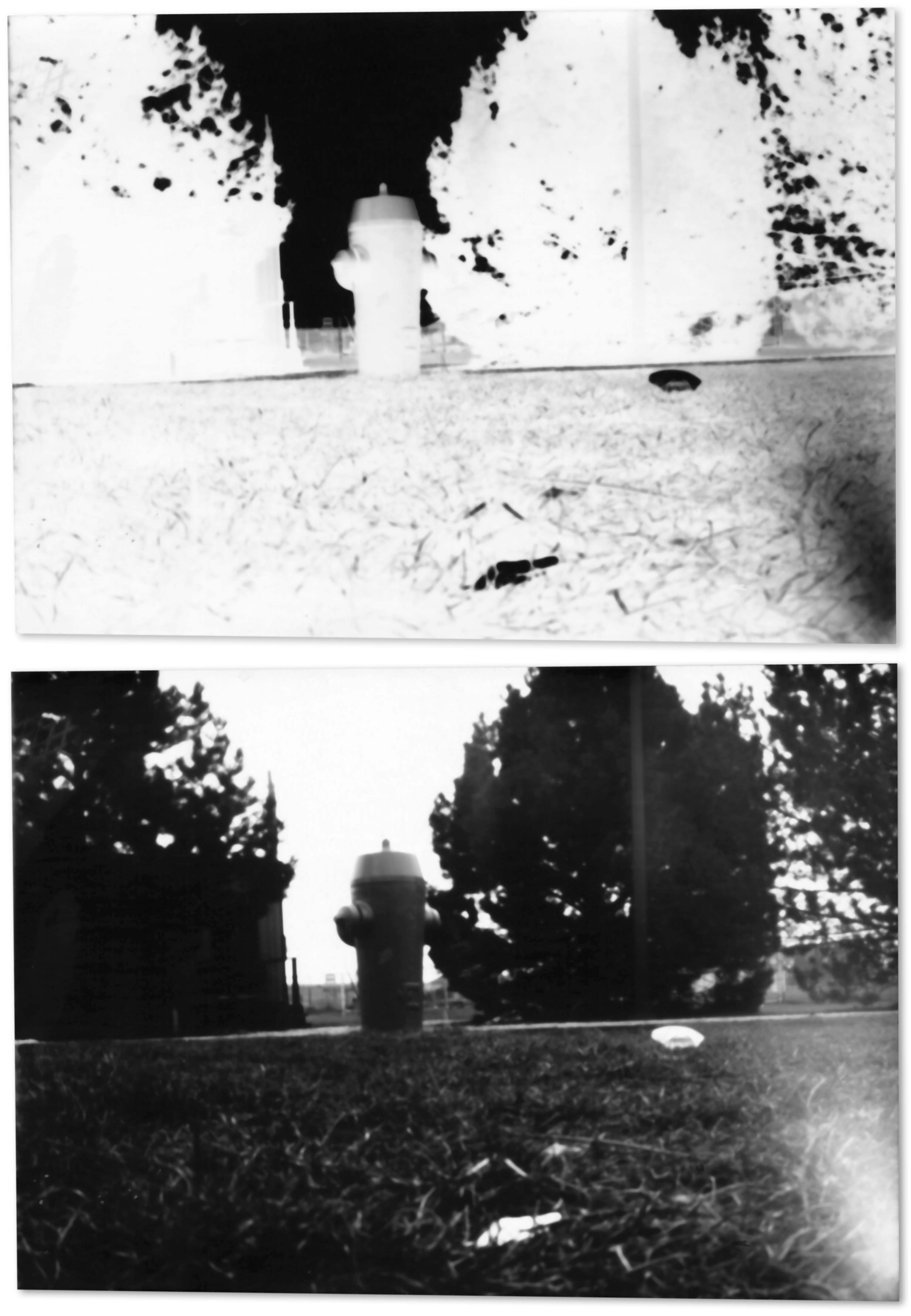
Negatiu i fotografia realitzats amb una càmera estenopeica.

La fotografia estenopeica és la tècnica mitjançant la qual s'obtenen fotografies i negatius sense pràcticament cap equip. Es realitza amb una càmera estenopeica, una de les càmeres fotogràfiques més senzilles dotada d'una pel·lícula fotogràfica i una làmina opaca amb un forat del diàmetre d'una agulla. Aquest forat s'anomena estenop i dona nom a la tècnica. En anglès s'anomena pinhole (forat d'agulla).
És una de les primeres tècniques utilitzades en l'àmbit de la fotografia. No obstant, encara és practicada esporàdicament tant per fotògrafs professionals com per aficionats a la fotografia i a la fotografia artística. S'utilitza sobretot en aquesta última per les imatges tan definides i úniques que s'obtenen amb ella.

## Etimologia
La paraula estenosi, del grec antic στένωσις, significa "estrenyiment". D'aquesta manera, l'expressió de fotografia estenopeica fa referència al tipus de fotografia "proveïda d'un petit forat".

## Història

### Hemisferi oriental
Trobem l'origen de la fotografia estenopeica en els textos del segle V a.C. del filòsof xinès Mo Ti. Els xinesos ja havien descobert que la llum viatjava en línia recta, i Mo Ti va ser el primer en constatar la formació d'una imatge, invertida en una pantalla, a través d'un orifici. A més, es va adonar què els objectes reflecteixen la llum en totes les direccions. Així, quan els rajos de llum procedents d'un objecte passen a través d'un orifici, es produeix aquesta imatge invertida en la pantalla, descrivint el fenomen de la cambra obscura.
D'acord amb Hammon, no tornem a trobar més referències de la cambra obscura en textos xinesos fins al segle IX d.C., quan Tuan Cheng Shih fa referència a una imatge en una pagoda. Més tard, Shen Kua corregirà l'explicació de la formació de la imatge. Posteriorment, en el segle X d.C., Yu Chao - Lung usarà models de pagodes amb l'objectiu de formar imatges estenopèiques a una pantalla.

### Hemisferi occidental
En el segle IV a.C., Aristòtil, en la seva obra Problemes, comenta la formació d'imatges estenopèiques, fent-se preguntes com: "Per què quan la llum travessa un orifici quadrat, o per exemple passa a través d'un treball de cistelleria, no forma imatges quadrades sinó circulars?(...)". Les preguntes del filòsof van quedar sense resposta fins al segle xvi.
Temps després, en el segle X d.C., el metge i matemàtic àrab Ibn Al-Haitam va experimentar amb la formació d'imatges, el qual va desembocar en què acabès deduint la linealitat de la transmissió de la llum.
En el Renaixement i els segles posteriors, la fotografia estenopeica va ser usada principalment en el camp científic de l'astronomia.
Aquesta tècnica va seguir sent teoritzada i portada a la pràctica per figures com Leonardo Da Vinci, el qual descriu la formació d'imatges estenopèiques en el seu Codex Atlanticus
i en Manuscript D, on trobem dibuixos detallats de l'efecte de la cambra obscura, diagrames, observacions i explicacions.

### Primeres fotografies estenopeiques
La considerada primera imatge feta amb una cambra obscura estenopeica va ser a "De Radio Astronomica et Geometrica". Feta per l'astrònom Gemma Frisius, sembla més un dibuix que una fotografia. Aquest va usar un estenop en una habitació fosca per a estudiar l'eclipsi solar de 1544.
Johannes Kepler (1571-1630), va ser el que va posar el nom a la cambra obscura. El que va començar sent una habitació amb un orifici i una lent, usada per diferents artistes per a dibuixar paisatges, es va acabar convertint en la dècada de 1620 en una cambra obscura portàtil, creada pel mateix Kepler. Aquest invent s'ha anat perfeccionant amb el pas del temps i l'evolució de la tecnologia i l'òptica.
En la dècada de 1850, David Brewster, científic anglès, va ser un dels primers en practicar la fotografia estenopeica. Va ser el que va adoptar el terme pinhole, denominació en anglès d'aquest tipus de fotografia.

## Característiques
La característica principal de les imatges obtingudes amb aquest mètode és la profunditat de camp infinita. Això significa que en la fotografia resultant es veu clarament qualsevol punt sense necessitat de cap enquadrament especial, com s'hauria d'aplicar en fer ús de qualsevol tipus de lent professional.
A més, la simplicitat a l'hora d'obtenir aquest tipus d'imatges també és una gran característica seva: no s'usa cap tipius d`'objectiu ni lent, sinó que només és necessari un petit forat.
El procés d'obtenció d'imatges perfectes es tecnifica amb la introducció de fórmules per a les distàncies focals entre l'estenop i el diàmetre de l'estenop, convertint-la en un gènere únic de caràcter rústic i independent dins de la fotografia, tot i no ser massa conegut ni totalment acceptat per la manera tan simple d'obtenir les imatges.

## Càmeres utilitzades
Els fotògrafs aficionats a aquesta tècnica generalment construeixen la seva pròpia càmera estenopeica, emprant des de simples caixes de cartró i llaunes d'aliments fins a modificacions d'equips professionals com les càmeres rèflex o càmeres desplegables, substituint les lents per plaques amb un estenop.

## Edició digital

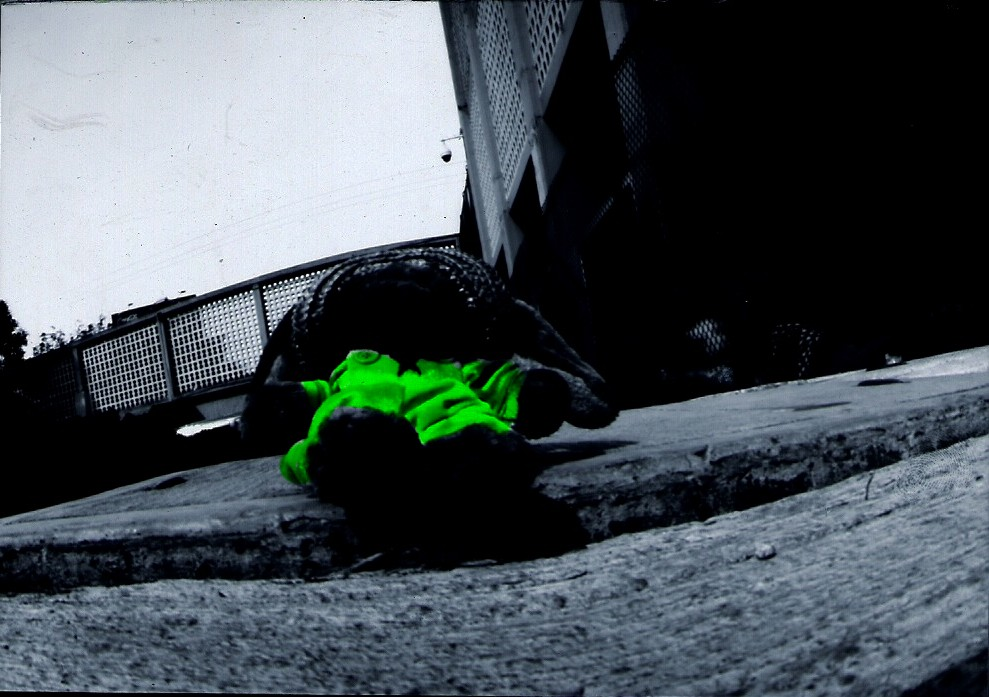
Fotografia estenopeica editada digitalment

Una fotografia estenopeica es pot editar digitalment escanejant la imatge i després modificant-la amb algun programari d'edició d'imatges, com el Paint, el Photoshop o el GIMP. El procés és molt senzill i no gaire costós, el més difícil és tenir accés a un laboratori fotogràfic analògic.

## Evolució de la fotografia estenopeica en les últimes dècades

### Anys 60
A mitjans dels anys 60, es dona una experimentació totalment independent i personal per part de diversos autors. Aquests comencen a obrir vies d'investigació per diversos països: a Itàlia amb Paolo Gioli, Alemanya amb Gottfried Jägger i als EUA amb David Lebe, Franco Salmoiraghi, Wiley Sanderson i Eric Renner, entre d'altres. Tots aquests artistes comencen a treballar la fotografia estenopeica a la vegada per pura coincidència, ja que ho feien de manera totalment independent els uns dels altres.

### Anys 70
Als anys 70, aquest tipus de fotografia guanya popularitat i els fotògrafs comencen a experimentar amb emulsions, tècniques i procediments diferents. A més, es publiquen diversos articles i llibres, entre els quals destaca The whole thing, de Jim Shull.
Dos científics, Kenneth A. Connors als EUA, i Maurice Pirenne a la Gran Bretanya, van començar a treballar en la fotografia estenopeica en aquesta dècada també, un amb l'objectiu d'investigar la càmara estenopeica, i l'altre per estudiar la perspectiva mitjançant els estenops.

### Anys 80
Els anys 80 són una època de proliferació de les diferents manifestacions culturals de la fotografia estenopeica:
- El 1982, Willie Anne Wright organitza la primera exposició nacional dels EUA d'aquest tipus de fotografia, a l'Institute of Contemporary Art del Virginia Museum.

- El 1985, es publica The Visionary Pinhole, de Lauren Smith. Aquesta és la primera gran recopilació de documents sobre els diversos camps de la fotografia estenopeica.
- El 1988, s'organitza la primera exhibició internacional al Fine Arts Museum de Long Island, Through a Pinhole Darkly.

Durant aquesta dècada i la següent es seguiran donant aquest tipus d'exposicions i publicacons de llibres i articles per part d'artistes i científics de diferents països.